# Stenhomalus duffyi
Stenhomalus duffyi là một loài bọ cánh cứng trong họ Cerambycidae.